# Cadulus congruens
Cadulus congruens är en blötdjursart som beskrevs av Watson 1879. Cadulus congruens ingår i släktet Cadulus och familjen Gadilidae. Inga underarter finns listade i Catalogue of Life.